# Stara Sušica (Pivka, Slovenija)
Stara Sušica je naselje u slovenskoj Općini Pivki. Stara Sušica se nalazi u pokrajini Notranjskoj i statističkoj regiji Notranjsko-kraškoj. 

## Stanovništvo
Prema popisu stanovništva iz 2002. godine naselje je imalo 60 stanovnika.